# Rakish Bingham
Rakish Phillip Bingham (Newham, 25 ottobre 1993) è un calciatore inglese, attaccante dell'Ebbsfleet United.

## Carriera
Ha giocato nella prima divisione scozzese.

## Palmarès

### Club

#### Competizioni nazionali
- National League South: 1

Ebbsfleet United: 2022-2023